# Daniel Goens
Daniel Goens (Bruselas, 15 de septiembre de 1948) es un deportista belga que compitió en ciclismo en la modalidad de pista, especialista en la prueba de tándem.
Participó en los Juegos Olímpicos de México 1968, obteniendo una medalla de bronce en la prueba de tándem (haciendo pareja con Robert Van Lancker). Ganó dos medallas en el Campeonato Mundial de Ciclismo en Pista, plata en 1968 y bronce en 1967.

## Medallero internacional
| Juegos Olímpicos   | Juegos Olímpicos          | Juegos Olímpicos  | Juegos Olímpicos |
| Año                | Lugar                     | Medalla           | Competición      |
| ------------------ | ------------------------- | ----------------- | ---------------- |
| 1968               | Ciudad de México (México) | Medalla de bronce | Tándem           |
| Campeonato Mundial |                           |                   |                  |
| Año                | Lugar                     | Medalla           | Competición      |
| 1967               | Ámsterdam (Países Bajos)  | Medalla de bronce | Tándem (A)       |
| 1968               | Montevideo (Uruguay)      | Medalla de plata  | Tándem (A)       |